# Piosenka pisana nocą
Piosenka pisana nocą – singel zapowiadający drugi album solowy Piotra Roguckiego. Premiera radiowa odbyła się w radio Eska Rock.